# Ameiropsyllus ariana
Ameiropsyllus ariana is een eenoogkreeftjessoort uit de familie van de Ameiridae. De wetenschappelijke naam van de soort is voor het eerst geldig gepubliceerd in 1928 door Monard.